# Tupua Tamasese Titimaea
Tupua Tamasese Titimaea (1830-1891) succéda à son père au titre de tama 'aiga au décès de celui-ci en 1830. Son fils Tupua Tamasese Lealofi I lui succède en 1891. 